# Frötuna landskommun
Frötuna landskommun var en tidigare kommun i Stockholms län.

## Administrativ historik
Landskommunen bildades 1863 i Frötuna socken i Frötuna och Länna skeppslag. 
Vid kommunreformen 1 januari 1952 bildade den storkommun genom sammanläggning med Rådmansö landskommun.
Den 1 januari 1954 överfördes från Frötuna landskommun och församling till Norrtälje stad och församling ett område med 57 invånare och omfattande en areal av 3,15 km², varav 2,75 km² land. Samtidigt överfördes i motsatt riktning ett område med 16 invånare och omfattande en areal av 0,41 km², varav allt land.
Den 1 januari 1971 gick den upp i Norrtälje kommun.
Kommunkoden 1952-1967 var 0208 och 1968-1970 0108.

### Kyrklig tillhörighet
I kyrkligt hänseende tillhörde kommunen Frötuna församling. Den 1 januari 1952 tillkom Rådmansö församling.

## Geografi
Frötuna landskommun omfattade den 1 januari 1952 en areal av 200,40 km², varav 185,83 km² land. Efter nymätningar och arealberäkningar färdiga den 1 januari 1955 omfattade landskommunen den 1 januari 1961 en areal av 200,96 km², varav 188,67 km² land.

### Tätorter i kommunen 1960
I Frötuna landskommun fanns den 1 november 1960 ingen tätort. Tätortsgraden i kommunen var då alltså 0,0 procent.

## Politik

### Mandatfördelning i valen 1938-1966
| 8 | 12 |

| 19 |

| 9 | 11 |

| 19 |

| 20 |

| 18 |

| 10 | 20 |

| 27 |

| 9 | 21 |

| 28 |

| 11 | 13 | 3 | 3 |

| 27 |

| 11 | 8 | 5 | 6 |

| 26 |

| 8 | 3 | 8 | 6 | 5 |

| 25 | 5 |